# قلعة علي أحمد دماب
قلعة علي أحمد دماب (بالفارسية: قلعه علی احمد دماب) هي قلعة تاريخية تعود إلى عصر القاجاريون، وتقع في مقاطعة نجف أباد.